# Lp prostor
Lp prostor je v matematické analýze normovaný prostor funkcí integrovatelných s p-tou mocninou.

## Definice
Nechť {\displaystyle (X,{\mathcal {A}},\mu )} je prostor s mírou a {\displaystyle f} je měřitelná funkce na {\displaystyle X}. Pak pro {\displaystyle p\in \langle 1,\infty )} definujeme:
{\displaystyle \|f\|_{p}=\left(\int _{X}|f|^{p}\,\mathrm {d} \mu \right)^{1/p}}
a dále definujeme:
{\displaystyle \|f\|_{\infty }=\mathrm {ess} \sup {|f(x)|}=\inf {\{c\geq 0:|f|\leq c\}}}, kde nerovnost {\displaystyle |f|\leq c} platí skoro všude na {\displaystyle X},
pak pro {\displaystyle p\in \langle 1,\infty )} konečně definujeme {\displaystyle {\mathcal {L}}^{p}} prostor jako následující množinu měřitelných funkcí:
{\displaystyle {\mathcal {L}}^{p}(X)=\{f:\|f\|_{p}<\infty \}}.
Zobrazení {\displaystyle \|\cdot \|_{p}} není přísně vzato normou, protože funkce, která je nulová pouze skoro všude, se zobrazí na nulu, ale definice normy požaduje, aby se na nulu zobrazil pouze nulový vektor, v tomto případě nulová funkce. Ostatní vlastnosti normy jsou ovšem splněny (trojúhelníková nerovnost plyne z Minkowského nerovnosti). Z rigorózního hlediska je tedy ještě potřeba zavést jiný druh prostoru, označme ho {\displaystyle L^{p}}, jehož prvky už nebudou funkce, ale třídy ekvivalence funkcí, které jsou si rovny skoro všude. Sčítání a skalární násobení prvků {\displaystyle L^{p}} zavedeme přirozeným způsobem a norma třídy je pak dána výše definovanou „normou“ jejího libovolného prvku, neboť ty jsou si v dané třídě všechny rovné. Prvky těchto dvou druhů prostorů se obvykle nerozlišují značením ani pojmenováním.

## Vlastnosti
Teoreticky je možné uvažovat i {\displaystyle {\mathcal {L}}^{p}} prostory pro {\displaystyle p<1}, lze ale ukázat, že {\displaystyle \|\cdot \|_{p}} pak není norma. Naopak, pro {\displaystyle p\geq 1} je {\displaystyle {\mathcal {L}}^{p}} prostor Banachovým prostorem, pro {\displaystyle p=2} dokonce Hilbertovým prostorem.

## Příklady
- Prostory {\displaystyle {\mathcal {L}}^{p}(\Omega )} pro množinu {\displaystyle \Omega \subseteq \mathbb {R} ^{n}} s Lebesgueovou mírou.
- Prostory {\displaystyle \ell ^{p}}, definované jakožto {\displaystyle {\mathcal {L}}^{p}}-prostory nad množinou přirozených čísel s aritmetickou mírou. Prvky {\displaystyle \ell ^{p}} jsou tedy jisté posloupnosti čísel.